# 1802 ve fotografii
Tento článek obsahuje významné fotografické události v roce 1802.

## Události
- Camera obscura byla použita k vykreslení obrazu.
- Vznikly první obrazy vykreslené na papír nebo bílou kůži impregnovanou dusičnanem či chloridem stříbrným, které však ještě neuměli ustálit. Průkopníci jako Thomas Wedgwood nebo sir Humphry Davy dokázali zachytit listy rostlin a jiné plošné předměty. Obrazové siluety vzniklé po osvětlení však neuměli dlouhodobě zachovat a ty časem zčernaly nebo zmizely.

## Narození v roce 1802
- 27. března – Félix-Jacques Moulin, francouzský fotograf († 12. prosince 1875)
- 20. května – David Octavius Hill, skotský malíř, litograf a fotograf († 17. května 1870)
- ? – Lorenzo Suscipj, prúkopník italské fotografie († 1855)
- ? – Jules Itier, francouzský celní inspektor a amatérský daguerreotypista (8. dubna 1802 – 13. října 1877)
- ? – Louis Désiré Blanquart-Evrard, francouzský vynálezce, fotograf a vydavatel fotografií (2. srpna 1802 – 28. dubna 1872)
- ? – Sarah Louise Juddová, americká fotografka a první komerční fotografka v Minnesotě (26. června 1802 – 11. října 1881)